# Miklós Meszéna
Miklós Meszéna (Budapest, 14 de diciembre de 1940-Budapest, 29 de julio de 1995) fue un deportista húngaro que compitió en esgrima, especialista en la modalidad de sable.
Participó en dos Juegos Olímpicos de Verano en los años 1964 y 1968, obteniendo una medalla de bronce en México 1968 en la prueba por equipos. Ganó nueve medallas en el Campeonato Mundial de Esgrima entre los años 1961 y 1971.

## Palmarés internacional
| Juegos Olímpicos   | Juegos Olímpicos          | Juegos Olímpicos  | Juegos Olímpicos  |
| Año                | Lugar                     | Medalla           | Prueba            |
| ------------------ | ------------------------- | ----------------- | ----------------- |
| 1968               | Ciudad de México (México) | Medalla de bronce | Sable por equipos |
| Campeonato Mundial |                           |                   |                   |
| Año                | Lugar                     | Medalla           | Prueba            |
| 1961               | Turín (Italia)            | Medalla de bronce | Sable por equipos |
| 1962               | Buenos Aires (Argentina)  | Medalla de plata  | Sable por equipos |
| 1963               | Danzig (Polonia)          | Medalla de bronce | Sable por equipos |
| 1965               | París (Francia)           | Medalla de plata  | Sable individual  |
| 1966               | Moscú (URSS)              | Medalla de oro    | Sable por equipos |
| 1967               | Montreal (Canadá)         | Medalla de plata  | Sable por equipos |
| 1969               | La Habana (Cuba)          | Medalla de bronce | Sable por equipos |
| 1970               | Ankara (Turquía)          | Medalla de plata  | Sable por equipos |
| 1971               | Viena (Austria)           | Medalla de plata  | Sable por equipos |